# 广岛之恋 (歌曲)
《广岛之恋》是一首由张洪量作词作曲，莫文蔚、张洪量合唱的华语歌曲，灵感源于电影《广岛之恋》。该歌曲收录于莫文蔚1997年发行的专辑《做自己》中，此曲與《你知道我在等你嗎》是張洪量的代表作品。

## 外部連結
- YouTube上的莫文蔚 Karen Mok & 張洪量 Chang Hung-Liang【廣島之戀 Hiroshima Mon Amour】Official Music Video